# Undeva, cândva (film)

Afiș original al filmului

Undeva, cândva este un film dramatic, SF-romantic, din anul 1980, regizat de Jeannot Szwarc. Este inspirat după romanul Bid Time Return (1975) de Richard Matheson, care a scris și scenariul filmului. Rolurile principale sunt interpretate de actorii Christopher Reeve, Jane Seymour și Christopher Plummer.
Reeve îl joacă pe Richard Collier, un scenarist ce este fermecat de o veche fotografie a unei tinere femei, actrița Elise McKenna (jucată de Seymour). Prin auto-hipnoză, el călătorește înapoi în timp, în anul 1912 și reușește să o întâlnească. Cu toate acestea, relația lor nu durează atât de mult pe cât se așteptau: impresarul Elisei, William Fawcett Robinson (Christopher Plummer) se teme că o legatură îi va distruge acesteia cariera și aranjează ca Richard să fie oprit.
Filmul este cunoscut pentru coloana sonoră, compusă de John Barry. În film, apare și o variație a piesei lui Serghei Rahmaninov, Rapsodie pe o temă de Paganini.

## Sinopsis
În mai 1972, studentul Richard Collier (Christopher Reeve) sărbătorește punerea în scenă a primei sale piese. În timpul acestei petreceri este abordat de o necunoscută în vârstă (Susan French), care îi înmânează un ceas de buzunar, spunându-i doar atât: „Întoarce-te la mine”. Richard rămâne nedumerit, iar femeia părăsește adunarea, se întoarce la casa ei și moare la puțin timp după aceea.
Opt ani mai târziu, Richard, scenarist de succes, trăiește în Chicago, dar, despărțit recent de prietena sa, trece printr-o criză de autor (stare în care un scriitor își pierde, temporar, inspirația și abilitatea de a produce subiecte noi). Simțindu-se stresat, el decide să ia o pauză și pleacă din oraș oprindu-se, dintr-o toană, la Grand Hotel. În timp ce se plimba prin muzeul hotelului, Richard e captivat de fotografia unei femei frumoase. Cu ajutorul lui Arthur Biehl (Bill Erwin), cel mai vârstnic angajat al hotelului, Richard afla că femeia este Elise McKenna (Jane Seymour), o actriță faimoasă de la începutul secolului 1920. După mai multe cercetări, Richard descoperă că e vorba chiar de necunoscuta care i-a înmânat ceasul cu opt ani în urmă. În urma unei vizite la casa Laurei Roberts (Teresa Wright), fosta menajeră a actriței, descoperă o cutiuță muzicală de forma construcției Grand Hotel, care cânta melodia lui favorită, Rapsodie pe o temă de Paganini. Printre lucrurile Elisei  Richard descoperă și o carte despre călătoria în timp, scrisă de fostul lui profesor de la universitate, dr. Gerard Finney (George Voskovec). Aflând că Elise a citit cartea de câteva ori, Richard devine obsedat de idea de călători înapoi în timp, în anul 1912, pentru a o întâlni pe femeia de care s-a îndrăgostit.
În urma unei întâlniri cu Finney, Richard află de la profesor că acesta a reușit, pentru câteva clipe, să se întoarcă în timp, în anul 1571, prin puterea auto-hipnozei. Pentru a-și duce tentativa la bun sfârșit, Finney îi spune lui Richard că trebuie să îndepărteze din raza sa vizuală toate lucrurile care au legătură cu prezentul și să-și păcălească mintea că se află în trecut. Profesorul îl avertizează pe Richard că acest proces poate dura chiar și o săptămână, și poate fi periculos. Richard își cumpără un costum și niște monede vechi și se tunde conform acelor vremuri. Îmbrăcându-se în costum, el îndepărtează toate obiectele moderne din camera sa de hotel și încearcă să călătorească în anul 1912. Se înregistrează pe un magnetofon sugerându-și că se întoarce în timp, dar eșuează. În următoarele zile, în timp ce căuta prin podul hotelului, Richard descoperă registrul de oaspeți din 1912. Acolo, el își observă numele și semnătura, iar, din acel moment, este încredințat că  va izbuti.
Richard face o nouă încercare, de data aceasta cu magnetofonul amplasat sub pat. Mai convins acum, călătoria înapoi în timp reușește. El adoarme și se trezește în data de 27 iunie 1912, în zgomotul unei trăsuri cu cai. În timp ce o caută pe Elise, îl întâlnește pe Arthur Biehl - copil, dar nu are norocul s-o găsească pe ea. Într-un final, o întâlnește pe Elise lângă un copac de pe marginea lacului. Ea pare speriată când îl vede, dar îl întreabă "Tu ești?". Impresarul Elisei, William Fawcett Robinson (Christopher Plummer), intervine rapid și îl îndepărtează. Richard continuă să o urmărească pe Elise, până când, la un moment dat, ea acceptă să se plimbe împreună, prin peisajele idilice ale insulei. În timpul plimbării lor pe lac, Richard fredonează Rapsodia, iar Elise îi spune că melodia este frumoasă, dar că n-a mai auzit-o până atunci (piesa a fost scrisă în anul 1934, dar cei doi se află în 1912; iar în 1980 Richard a aflat că este piesa ei favorită). Richard o întreabă pe Elise de ce a întrebat "Tu ești?", iar ea îi spune despre faptul că Robinson știa că ea va întâlni, într-o zi, un om care îi va schimba viața pentru totdeauna. Richard îi arată Elisei ceasul de buzunar pe care aceasta i-l va înmâna în 1972, dar fără să-i dezvăluie originea, spunând doar că a fost un cadou.
Richard acceptă invitația Elisei la piesa acesteia, unde ea recită un monolog, adresat lui. În timpul pauzei, o găsește pe Elise pozând pentru  o fotografie. Când îl observă pe Richard, Elise zâmbește strălucitor, camera de fotografiat înregistrând imaginea pe care Richard o văzuse/va vedea în anul 1980, în muzeul hotelului. După aceea, Richard primește un mesaj urgent de la Robinson, care dorește să-l întâlnească. Acesta încearcă să-l convingă pe Richard să renunțe la Elise, spunându-i că este pentru binele ei. Când Richard își declară iubirea pentru ea, Robinson îl leagă și-l abandonează într-un hambar. Mai târziu, Robinson îi spune Elisei că Richard a părăsit-o și că nu el este "acela", dar ea nu-l crede și-i mărturisește că îl iubește pe Richard.
Richard se trezește a doua zi și reușește să se elibereze. El aleargă spre camera Elisei și descoperă că echipa ei de teatru a plecat. Dezamăgit, se duce pe veranda hotelului. Deodată, o aude pe Elise strigându-l și o vede cum aleargă spre el. Amândoi se întorc în camera ei și fac dragoste cu pasiune. A doua zi dimineața hotărăsc să se căsătorească, iar Elise  spune că primul lucru  pe care îl va face va fi să-i cumpere un costum nou, pentru că cel pe care-l poarta nu mai este la modă de 15 ani. Richard începe să-i explice în glumă că acesta e foarte practic, datorită numeroaselor buzunare pe care le care și în care scotocește demonstrativ și scoate, accidental, o monedă din anul 1979, moment în care "puntea peste timp" se rupe brusc iar el alunecă înapoi în prezent, în timp ce Elise îl strigă disperat pe nume, de dincolo de o prăpastie de netrecut.
Richard se trezește în anul 1980, în aceeași cameră în care el și Elise se aflau cu 68 de ani mai devreme. Este transpirat și foarte slăbit, aparent din cauza călătoriei în timp. Se duce rapid în camera lui, încercând să se auto-hipnotizeze din nou, dar fără succes. Cu inima frântă, el rătăcește prin hotel și prin locurile unde s-a plimbat cu Elise, după care se întoarce în camera lui unde rămâne în stare de indiferență totală până când este găsit de managerul hotelului și de Arthur; aceștia trimit după un doctor care însă se declară neputincios. Cu umbra unui zâmbet întipărită pe față, Richard sfârșește și, pe un fundal de lumină, o regăsește pe Elise.

## Distribuția principală
| Actor               | Rol                      |
| ------------------- | ------------------------ |
| Christopher Reeve   | Richard Collier          |
| Jane Seymour        | Elise McKenna            |
| Christopher Plummer | William Fawcett Robinson |
| Teresa Wright       | Laura Roberts            |
| Bill Erwin          | Arthur Biehl             |
| Susan French        | Elise la bătrânețe       |
| George Voskovec     | Dr. Gerard Finney        |
| Eddra Gale          | Genevieve                |
| Tim Kazurinsky      | Fotograful din 1912      |
| Bruce Jarchow       | Bones, în 1912           |

Christopher Reeve și Jane Seymour în scena finală din Undeva, cândva

Richard Matheson, scenaristul filmului, apare ca oaspete al hotelului în anul 1912, într-un rol cameo. El este șocat de faptul că Richard s-a tăiat în timp ce se bărbierea cu briciul.
William H. Macy, pe atunci necunoscut, are și el un rol cameo; el este unul dintre criticii care face parte din scena anului 1972, în care Elise îi înmânează ceasul lui Richard. Interpretare lui George Wendt ca dublură, în timpul aceleiași scene, este omisă din versiunea finală a filmului. Fiica lui Richard Matheson, Ali, este trecută ca și studentă.
Mulți dintre locuitorii Mackinac Island, din acel timp, au fost trecuți ca și „extras”.

## Producție

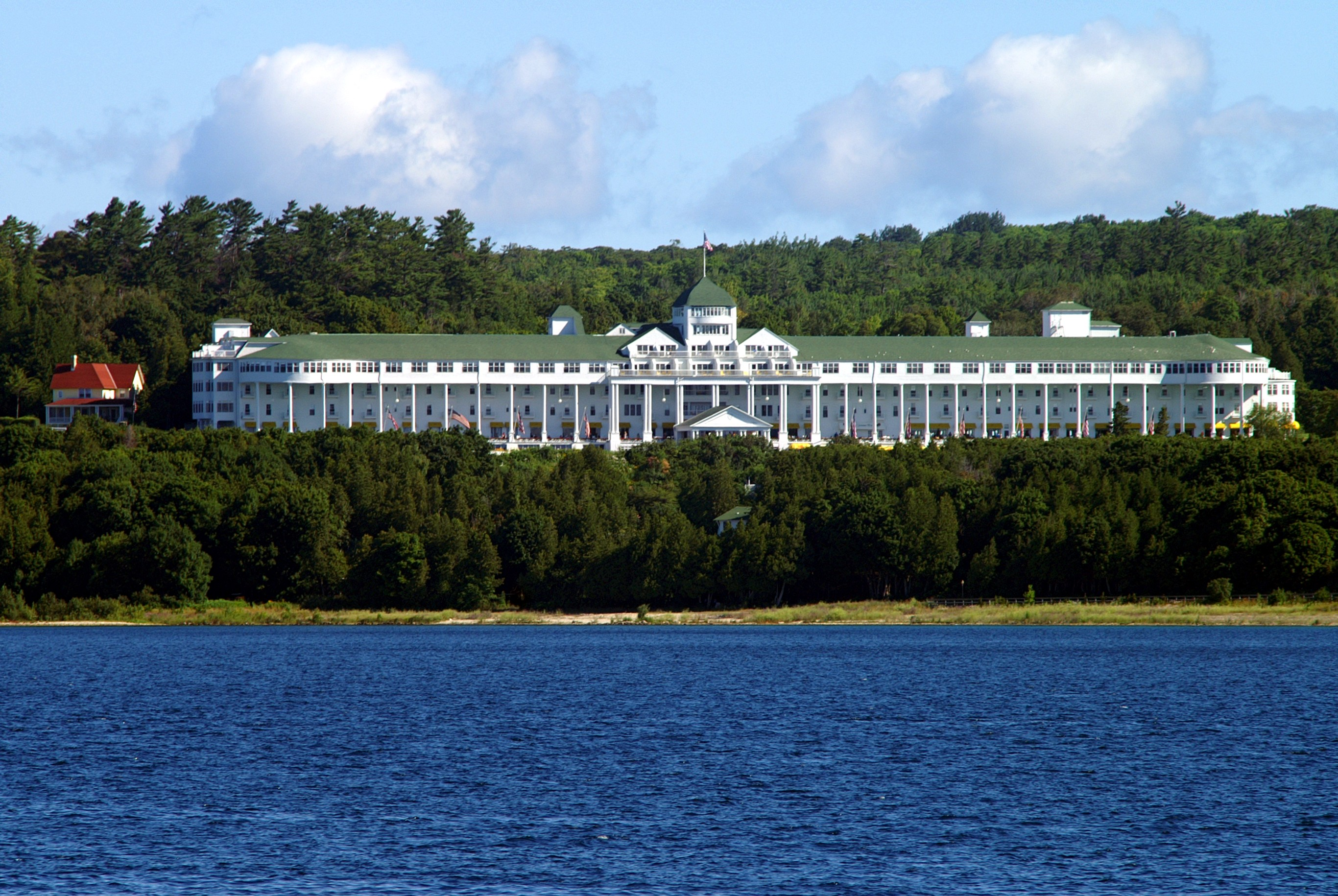
Filmul a fost turnat la The Grand Hotel din Michigan, Statele Unite

- Filmul a fost turnat la Grand Hotel și la studioul Mission Point Fine Arts, amândouă aflate în statul Michigan. Restul scenelor au fost filmate la Chicago, statul Illinois.

- Aducerea mașinilor pe insulă a cerut permisiune specială din partea orașului Mackinac Island. Autovehiculele, cu excepția ambulanțelor și snowmobilelor iarna, sunt interzise pe insulă. Cu câteva excepții, transportul este limitat la cai și biciclete.

- Regizorul Jeannot Szwarc a avut o mică problemă în regizarea scenelor cu Plummer și Reeve, deoarece, de câte ori zicea „Chris”, amândoi bărbați răspundeau cu „Da?”. Szwarc a rezolvat problema prin faptul că lui Plummer îi zicea „dl. Plummer”, iar lui Reeve, „Bigfoot”.

- Scena finală dintre Christopher Reeve și Jane Seymour a fost greu de filmat din cauza faptului că prietena lui Reeve, Gae Exton, aflase că era însărcinată cu primul lui fiu, Matthew. Pentru o mare parte din acea zi, atenția actorului se afla, vizibil, în altă parte. Reeve afirma, în 2000, că: „În ziua când filmam scena cu picnicul am aflat, și lumea a aflat, că urmam să fiu tată pentru prima oară”.

- În film, personajul lui Reeve se consultă cu dr. Finney, un teoritician al călătoriei în timp. Aici, se face referință la Jack Finney, a cărui roman, Time and Again, publicat în 1970, vorbește despre teoria mecanicii călătoriei în timp.

- Elise McKenna este un personaj fictional. Collier se uită printr-un album vechi al hotelului, în care se află poze cu actrițe care au jucat pe scena hotelului. Cele trei fetițe sunt Blanche Ring și surorile ei. Un copil ce ține o păpușă este Rose Stahl. Într-o poză neclară, într-un costum de călugăriță, apare Ethel Barrymore, în piesa din 1928, The Kingdom of God (capul acesteia nu apare în film, de vreme ce ea ar fi fost recunoscută de fanii filmelor vechi).[1]

- Personajul Elisei McKenna este bazat pe viața actriței Maude Adams, născută Maude Ewing Adams Kiskadden, în Salt Lake City, Utah, pe 11 noiembrie 1872. Ea a murit în Tannersville, New York, pe 17 iulie 1953. Impresarul ei, Charles Frohman (cel care stă la baza personajului William Fawcett Robinson) era foarte protector față de ea. El a murit pe RMS Lusitania, în data de 7 mai 1915, în timpul Primului Război Mondial, când vasul a fost atacat de un submarin german.[2]

## Diferențele față de roman
În roman, Richard călătorește din anul 1971 în 1896, față de intervalul din film, 1980−1912. Acțiunea se petrece la Hotel del Coronado din California, față de Grand Hotel din Michigan. La începutul romanului, Richard este conștient că va muri de tumoare pe creier, iar cartea arată că există posibilitatea unor halucinații provocate de această tumoare. Scena unde îi este înmânat ceasul de mână lui Richard (pe care el i l-a dat Elisei în trecut) nu apare în carte. Astfel, paradoxul creat de acest eveniment (acela că ceasul nu a fost niciodată creat, ci doar că va exista etern) este absent. În roman, doi mentaliști, nu William Fawcett Robinson, anticipează venirea lui Richard, iar moartea acestuia este din cauza tumorii, nu din cauza unei inimi frânte.

## Primire
Cu toate că filmul a fost bine primit înainte de lansare, a fost criticat negativ după, din cauza performanței slabe în box office. În 2009, într-un interviu realizat de „WGN America”, Jane Seymour a declarat că "a fost doar un mic film... The Blues Brothers s-a lansat în aceeași săptămână și bugetul a fost de 4 milioane $, iar Universal nu prea l-a susținut. A fost și o grevă a actorilor, iar Chris [Reeve] și cu mine nu aveam voie să-i facem reclamă. Și l-au lansat, pur și simplu, pentru că nu cred că era cineva care chiar credea în el."

### Răspunsul criticilor
Filmul a primit recenzii negative din partea criticilor. Rotten Tomatoes a afirmat că 59% din cei 17 critici de film i-au dat filmului o notă pozitivă, cu un rating mediu de 5,7 din 10. Metacritic, i-a dat filmului un scor de 29, bazat pe 7 recenzii, semnalând "Recenzii, în general, nefavorabile". După lansarea la TV, filmul a devenit un clasic cult.

### Premii
Undeva, cândva a primit câteva premii, inclusiv premiul Saturn pentru Cel mai Bun Costum, Cea mai bună Melodie Originală, și Cel mai Bun Film Fantastic. Filmul a fost nominalizat și la premiile Oscar, la categoria Cele mai Bune Costume.

### Moștenire
Cu toate că recenziile au catalogat filmul ca fiind "oribil" și "superficial", Rețeaua Internațională a Entuziaștilor Undeva, cândva (International Network of Somewhere In Time Enthusiasts − I.N.S.I.T.E.), un fan club oficial, s-a format în 1990 și există și în ziua de astăzi. În timpul lunii octombrie, Grand Hotel găzduiește un weekend Undeva, cândva, în care are loc difuzarea filmului pe un ecran mare, discuții cu actorii sau echipa filmului, și un bal în stil Edward.